# Onthophagus dicranoides
Onthophagus dicranoides är en skalbaggsart som beskrevs av Vladimir Balthasar 1939. Onthophagus dicranoides ingår i släktet Onthophagus och familjen bladhorningar. Inga underarter finns listade i Catalogue of Life.